# Monte Pepino
Der Monte Pepino ist ein Berg an der Danco-Küste des Grahamlands auf der Antarktischen Halbinsel. Er ragt unmittelbar nordöstlich der Islote Silva und 8 km südöstlich des Kap Sterneck am Nordostufer der Cierva Cove auf.
Argentinische Wissenschaftler benannten ihn. Der weitere Benennungshintergrund ist nicht überliefert.